# Carl Sprecher
Carl Sprecher (* 3. Mai 1868 in Aesch, Kanton Basel-Landschaft; † 3. Februar 1938 in Zürich) war ein Schweizer Elektroingenieur und Unternehmer.

## Leben und Werk
Sprechers Vorfahren stammten aus Davos und Chur; ein Zweig der Familie war seit 1540 in der Landschaft Basel ansässig. Sein Vater war Landwirt und Posamenter (Seidenbandweber) und mit Louise, geborene Stöcklin, verheiratet. Zusammen hatten sie vierzehn Kinder.
Sprecher absolvierte eine Lehre zum Mechaniker und besuchte anschliessend das Technikum Winterthur. Nach bestandenem Diplom arbeitete er in der Maschinenfabrik Oerlikon. Von 1896 bis 1900 war Sprecher Betriebsleiter des Elektrizitätswerks der Stadt Aarau.
Sprecher übernahm 1900 mit dem aus Bottenwil stammenden Kaufmann Hans Fretz die 1896 gegründete Fabrik für elektrischer Apparate «Orion AG.» in Aarburg, um seine Erfindung, den «Hörnerschalter», zu fabrizieren. Ausserdem stellte die Firma «Sprecher & Fretz» Sicherungen und Nieder- und Hochspannungsapparate her. 1902 holte Sprecher Heinrich Schuh als Teilhaber in seine Firma, die danach Sprecher, Fretz & Co. hiess. Als Fretz 1903 aus der Firma ausschied, wurde die Firma unter dem Namen «Sprecher & Schuh» weitergeführt. 1908 erfolgte die Umwandlung in eine Aktiengesellschaft. In dieser Zeit befreundete sich Sprecher mit dem Politiker Gottfried Keller.
Bis zum Zweiten Weltkrieg expandierte die Firma im Nieder- und Hochspannungsbereich mit zahlreichen europäischen Filialen und Vertretungen. So wurde 1909 in Delle eine Filiale gegründet, aus der in der Folge die der Compagnie Générale d’électricité, heute Alcatel-Lucent in Paris, nahestehenden Atéliers de Constructions Electriques de Delle mit Sitz in Villeurbanne entstanden. 1911 erfolgte zudem die Übernahme einer in Haidenschaft, ehemaliges österreichisches Küstenland, nach Sprecher & Schuh Lizenzen arbeitenden Fabrikationsgesellschaft, die ihren Sitz bald nach Linz an der Donau verlegte. 1916 übernahm die Firma zudem die im Hirschthal ansässige Frickersche Kartonfabrik, in der vornehmlich Kunstleder hergestellt wurde. Als 1914 eine schwere Erkrankung Sprecher dazu zwang die direkte Leitung abzugeben, verblieb er noch bis 1934 in deren Verwaltungsrat. 1985 verkaufte «Sprecher & Schuh» bedeutende Geschäftsbereiche an die Alsthom AG. Seit 1994 heisst die Firma Swisslog Holding AG.